# Уилям Уърдсуърт
Уилям Уърдсуърт (също: Уърдзуърт) (на английски: William Wordsworth) (7 април 1770 – 23 април 1850) е виден английски романтически поет, който заедно със Самюъл Тейлър Колридж дава началото на Романтическата епоха в английската литература с общата им публикация Лирически балади през 1798 г.
За негов шедьовър се счита автобиографичната поема Прелюдията за ранните му години, която поетът редактира и разширява многократно. Творбата е публикувана и озаглавена след смъртта на Уърдсуърт. Преди това е известна като „на Колридж“. Уърдсуърт е поет лауреат на Англия от 1843 г. до смъртта си през 1850 г.

## Произход и образование
Уилям Уърдсуърт е второто от петте деца на Джон Уърдсуърт, адвокат на сър Джеимс Лоутър (по-късно граф Лонсдейл) и Ан Куксън, Роден е на 7 април 1770 г. в Кокърмаут, Къмбърланд, северозападна Англия, в живописната Езерна област (Lake District). Сестра му Дороти Уърдсуърт, поетеса и автор на дневник, с която е близък през целия си живот, се ражда през следващата година. Брат му Ричард става адвокат в Лондон, Джон става капитан на кораб на Източно-Индийската компания, а най-малкият брат Кристофър става глава на колежа Тринити в Кеймбридж. След смъртта на майка им през 1778 г. баща им изпраща Уилям в училището Хоксхед, а Дороти при роднини в Йоркшър. Тя и Уилям не се срещат в продължение на девет години. Баща им умира през 1783 г.
Уърдсуърт прави литературния си дебют през март 1787 г., когато публикува сонета On Seeing miss Helen Maria Williams Weep at a Tale of Distress (Виждайки мис Хелън Мария Уилямс да плаче при разказ за тегоба) под псевдонима „Axiologus“ в Европейското списание. През октомври същата година започва да посещава колежа Сейнт Джонс в Кеймбридж, откъдето получава бакалавърска степен през 1791 г., въпреки че чете до голяма степен извън учебната програма и се завръща в Хоксхед за първите си две летни ваканции и често прави разходки из места, известни с красивия си пейзаж. През 1790 г. тръгва на пътешествие из Европа, по време на което посещава Алпите и съседните райони във Франция, Швейцария, Германия и Италия.

## Връзка с Анет Валон
През ноември 1791 г. Уърдсуърт посещава революционна Франция, където остава в Блоа и Орлеан и от време на време посещава Париж и е запленен от републиканското движение, след като се запознава с аристократа-поддръжник на републиканизма и по-късно генерал от Републиканската армия Мишел де Бопюи. Той се влюбва във французойката Анет Валон, дъщеря на хирург от Блоа, която ражда през 1792 г. дъщеря им Каролин. Тяхната връзка е основа на стихотворението Vaudracours and Julia, което е публикувано през 1820 г. Уърдсуърт обмисля идеята да предложи услугите си в ползва на жирондистите и да се ожени за Анет, но поради недоимък и напрежението между Великобритания и Франция се връща в Англия сам през декември 1792 г. Обстоятелства на завръщането му и последвалото му поведение хвърлят съмнение върху твърдението му, че иска да се ожени за Анет, но в по-късния си живот издържа нея и дъщеря си доколкото може. През този период пише известното стихотворение „It is a beauteous evening, calm and free“ (Красива вечер е, спокойна и свободна). Редовете на стихотворението показват дълбока обич към майката и детето. Терорът във Франция го отчуждава от Републиканското движение и войната между Британия и Франция му попречва да види Анет и Каролин в продължение на няколко години. Има причини да се вярва, че Уърдсуърт може да е бил потиснат и емоционално разстроен през средата на 1790-те години. След Мирния договор от Амиен Уърдсуърт и сестра му посещават Франция през 1802 г., където се срещат с Анет и Каролин и постигат съгласие относно задълженията му.

## Първа публикация иЛирически балади
През 1793 г. за пръв път са публикувани стихотворения на Уърдсуърт в сборниците An Evening Walk (Вечерна разходка) and Descriptive Sketches (Описателни скици). През 1795 г. получава в наследство 900 лири стерлинг от Райсли Калвърт, за да може да се посвети на писането на поезия. През същата година се среща с Самюъл Тейлър Колридж в Съмърсет. Двамата поети бързо се превръщат в близки приятели. През 1797 г. Уърдсуърт се мести заедно със сестра си Дороти и невръстния син на приятеля им вдовец Базил Монатагю в Алфокстън Хаус, Съмърсет, само на няколко километра от дома на Колридж в Недър Стоуи. Съвместно Уърдсуърт и Колридж (със съвети от Дороти) сътворяват Лирически балади, основополагаща творба на английския романтизъм. Имената на поетите не се появяват на изданието. Едно от най-известните стихотворения на Уърдсуърт, Tintern Abbey (Тинтърнското абатство) е включено в книгата, заедно с известното стихотворение на Колридж The Rime of the Ancient Mariner (Сказание за стария моряк). Второто издание от 1800 г. споменава само Уърдсуърт като автор и включва предговор към поезията, значително увеличен през 1802 г. Този предговор се счита за централна творба на романтичната литературна теория. В него Уърдсуърт обсъжда елементите на нов вид поезия, основана на „истинския език на хората“, която избягва стегнатата поетична дикция на неокласическата поезия от 18 век. Тук Уърдсуърт дава прочутото си определение на поезията: „спонтанното преливане на мощни чувства от емоции, припомнени в покой“. В предговора си към Лирически балади, наречен „манифест“ на английската критика от периода на романтизма, Уърдсуърт нарича стихотворенията си „експериментални“. Четвъртото и последно издание на Лирически балади излиза през 1805 г.

## Германия и преместване в Езерната област
През есента на 1798 г. Уърдсуърт, Колридж и Дороти заминават за Германия. Колридж получава интелектуална стимулация от пътуването, посещава Гьотингенския унивеситет и се запознава с немската идеалистична философия, но основният ефект на пътуването върху Уърдсуърт е да породи носталгия. По време на суровата зима на 1798 – 99 г. Уърдсуърт и Дороти живеят в Гослар, където, въпреки потиснатостта и самотността си, Уърдсуърт започва да пише автобиографична творба, по-късно наречена Прелюдията. Той пише и някои от известните си стихотворения, включително загадъчните стихотворенията за „Луси“. Връща се със сестра си в Англия, където се установяват в Дав Котидж, Грасмиър в Езерната област, този път в съседство с поета Робърт Съди. Уърдсуърт, Колридж и Съди стават известни като „Езерните поети“. Много от стихотворенията му от този период се въртят около темите за смъртта, издръжливостта, раздялата и мъката.

## Женитба и деца
След посещение при Анет и Каролин през 1802 г. Уърдсуърт получава наследство, дължано от лорд Лонсдейл от смъртта на Джон Уърдсуърт през 1783 г. По-късно през годината се жени за приятелката си от детство Мери Хътчинсън, Дороти продължава да живее с двойката и се сближава с Мери. От 1803 до 1820 г. Мери ражда пет деца.

## Автобиографична творба и стихотворения в два тома
В продължение на години Уърдсуърт прави планове да напише дълга автобиографична философска поема в три части – Отшелникът (The Recluse). През 1798 – 99 г. започва автобиографична поема, която нарича „поема на Колридж“, която ще служи като приложение към Отшелникът. През 1804 г. започва да разширява тази автобиографична творба, след като решава да я направи пролог вместо приложение към по-голямата творба, която планира. През 1805 г. я завършва, но отказва да публикува толкова лична творба, докато не е завършил Отшелникът. Смъртта на брат му Джон в морето през 1805 г. силно му въздейства.
Източникът на философията, която Уърдсуърт излага в Прелюдията и в по-кратки творби като Редове написани на няколко мили над Тинтърнското абатство, е предмет на доста критичен дебат. Дълго време се счита, че Уърдсуърт разчита на Колридж за философски насоки, но по-скорошни проучвания предполагат, че неговите идеи са развити преди да срещне Колридж. По време на пребиваването си в революционен Париж през 1792 г. Уърдсуърт се запознава със загадъчен пътешественик Джон „Вървящия“ Стюарт (1747 – 1822). който е към края на тридесетгодишно странстване от Мадрас, Тамил Наду, Индия през Персия, Арабия, Африка и Европа и чак до новосъздадените Съединени щати. През 1791 г. Стюарт е публикувал в Лондон амбициозна творба от оригинална материалистична философия, озаглавена The Apocalypse of Nature, на която много от философските виждания на Уърдсуърт вероятно са в дълг.
През 1807 г. са публикувани неговите Стихотворения в два тома, включително Ode: Intimations of Immortality from Recollections of Early Childhood (Ода: Намеци за безсмъртието от спомени от ранното детство). До този момент Уърдсуърт е известен само с Лирически балади и се надява тази публикация да затвърди репутацията му. Книгата обаче е приета хладно. Известно време (след 1810 г.) Уърдсуърт и Колридж са отчуждени поради пристрастяването на Колридж към опиума. Две от децата му, Томас и Катрин, умират през 1812 г. На следващата година получава поста Разпространител на марки в Уестморланд и годишният доход от 400 лири му дава сигурност. Семейството му, включително Дороти, се мести в Ридал Маунт, Амбълсайд (между Грасмиър и Ридал Уотър) през 1813 г., където прекарва останалата част от живота си.

## Проспектът
През 1814 г. публикува Екскурзията като втора част от Отшелникът. Той не е завършил първата и третата част и никога не го сторва. Той обаче пише поетичен Проспект към Отшелникът, в който излага структурата и намерението зад поемата. Проспектът съдържа едни от най-известните му редове за отношението между човешкия ум и природата. Някои съвременни критици сочат упадък в поезията му към 1815 г. Това обаче вероятно с дължи на промяната в начина му на живот, тъй като повечето теми, които са застъпени в ранните му творби (загуба, смърт, понасяне, раздяла, изоставяне), са вече разрешени в творбите му. Пристигайки през 1818 г., за да поздрави известния поет Джон Кийтс, той с изумление го открива да участва в предизборна кампания на консервативния лорд Лонсдейл. Той се е отдалечил от космополитния радикализъм на младостта си, което го отделя от романтичните поети от второто поколение, които въпреки това са му задължени заради новото начало, което е вдъхнал в английската поезия. Към 1820 г. критичното мнение за по-ранните му творби се повишило, което го облагодетелства. До 1828 г. се сдобрява напълно с Колридж и двамата пътуват в Рейнланд през същата година. Дороти боледува тежко през 1829 г. и остава инвалид за остатъка от живота си. През 1831 г. остава при сър Уолтър Скот на път за Шотландските планини. През 1835 г. Уърдсуърт дава на Анет и Каролин парите, от които се нуждаят за издръжка.

## Поет лауреат и други почести
През 1838 г. Уърдсуърт получава докторат по гражданско право от университета в Дърам и същата чест от Оксфордския университет на следващата година. През 1842 г. правителството му отпуска гражданска пенсия от 300 лири годишно. След смъртта на Робърт Съди през 1843 г. Уърдсуърт става поет лауреат. Когато умира дъщеря му Дора през 1847 г., той спира да пише поезия.

## Смърт
Уилям Уърдсуърт умира от пневмония на 23 април 1850 г. и е погребан в църквата Св. Осуалд в Грасмиър. Вдовицата му Мери публикува дългата му автобиографична „поема на Колридж“ като Прелюдията няколко месеца след смъртта му. Тогава не предизвиква голям интерес, но впоследствие е призната за шедьовър.